# Acide taririque
L'acide taririque, acide octadéc-6-ynoïque ou encore acide oméga-12-octadécynoïque est un acide gras acétylénique isomère de l'acide linoléique. Présent chez Ximenia americana, il est considéré comme le premier produit naturel découvert contenant une liaison triple carbone-carbone.
Il fut découvert et isolé par le chimiste français Léon-Albert Arnaud qui l'extrait à partir d'un glucoside de la graine de Tariri du Guatemala.

## Occurrence naturelle
L'acide taririque a été découvert dans différents huiles et graisses végétales. Il fut isolé pour la première fois en 1892 à partir de l'huile de graine d'espèces de la famille des Picramnia. Il est ainsi présent dans Picramnia camboita originaire du Brésil, Picramnia carpinterae originaire du Guatemala et Picramnia lindeniana originaire du Mexique.
L'acide tartirique est biosynthétisé à partir de l'acide pétrosélinique. Les deux acides gras sont présents ensemble dans les espèces des genres Picramnia et Alvaradoa,.
L'acide taririque est le principal acide gras des espèces de la famille des Picramniaceae.

## Propriétés

### Propriétés physiques
L'acide taririque pur est solide à la température ambiante. Il est insoluble dans l'eau mais soluble dans le méthanol

### Propriétés chimiques
La triple liaison est la partie la plus réactive de l'acide taririque. L'acide, et en particulier ses sels, sont amphiphiles, c'est-à-dire qu'ils comportent à la fois une partie polaire hydrophile (le groupe carboxyle) et une partie apolaire lipophile (la chaîne hydrocarbonée).
Il est possible de synthétiser d'acide taririque pur par bromation puis déshydrohalogénation de l'acide pétrosélinique par l'hydroxyde de potassium. La pureté est vérifiée par chromatographie en phase gazeuse sur colonne capillaire, spectroscopie RMN ou par hydrogénation sélective suivie d'une ozonolyse.

### Propriétés biologiques
L'acide taririque exerce un effet inhibiteur plus fort sur les micro-organismes que l'acide pétrosélinique. Contrairement à ce dernier, l'acide taririque ne peut être complètement éliminé par la catabolisme des mammifères.

## Production et synthèse
L'acide tartirique peut être obtenu par hydrolyse basique des triglycérides extraits de plantes où il est présent, suivie d'un ré-acidification du milieu pour l'obtenir sous sa forme acide. Du fait de la présence de nombreux autres acides, une séparation est nécessaire.
L'acide taririque peut être synthétisé à partir de l'acide pétrosélinique disponible dans le commerce.

## Détection
L'acide tartirique peut être détecté et dosé parmi les autres acides gras par chromatographie en phase gazeuse des esters méthyliques. Il peut aussi être séparés d'autres acides gras insaturés par chromatographie sur couche mince argentique.
On peut aussi le détecter par ajout d'eau de brome qui réagit sur les liaisons multiples.